# Iulota
Iulota é um gênero de traça pertencente à família Agonoxenidae.